# Marian Walczak
Marian Wojciech Walczak (ur. 25 października 1923 w Biniewie, zm. 29 marca 2020 w Warszawie) – polski pedagog, profesor nauk humanistycznych, poseł na Sejm PRL IV i V kadencji (1965–1972), w latach 1964–1972 prezes Związku Nauczycielstwa Polskiego, członek Polskiej Akademii Nauk (dyrektor generalny w okresie 1972–1984).

## Życiorys

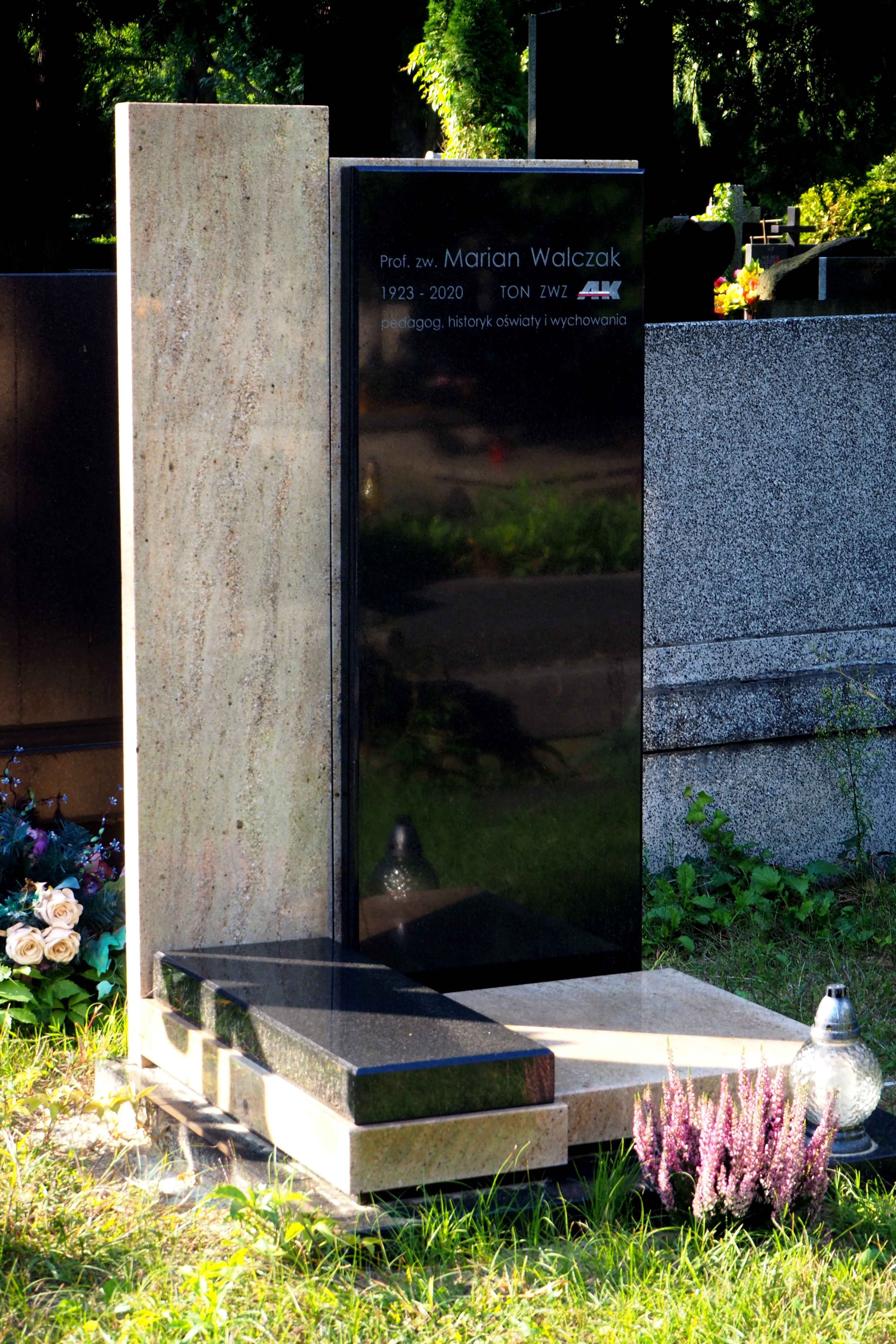
Grób prof. Mariana Walczaka na Cmentarzu Wojskowym na Powązkach w Warszawie

Urodził się w Biniewie – wielkopolskiej wsi w powiecie ostrowskim. Matka Katarzyna z domu Skowronek, ojciec Wojciech – rolnik, powstaniec wielkopolski, długoletni wójt gminy Biniew.
Podczas okupacji niemieckiej pracował jako robotnik w powiecie ostrowskim, tam też w latach 1941–1945 był żołnierzem Związku Walki Zbrojnej oraz Armii Krajowej (pseudonim okupacyjny „Piotr Wildecki”). Zatrudnienie w skupie niektórych płodów rolnych pozwalało na swobodne poruszanie się w obrębie kilku gmin, co było przydatne dla organizacji. Równocześnie z przynależnością do ZWZ-AK prowadził tajne nauczanie dla około dziesięciorga dzieci w zakresie szkoły powszechnej w rodzinnym Biniewie.
Wraz z zakończeniem wojny kontynuował pracę nauczycielską w publicznych szkołach powszechnych i w Państwowym Zakładzie Kształcenia Administracyjno-Handlowego w Poznaniu. W 1946 wstąpił do Polskiej Partii Robotniczej, z którą w 1948 przystąpił do Polskiej Zjednoczonej Partii Robotniczej. Od 1951, po ukończeniu studiów z pedagogiki w Wyższej Szkole Ekonomicznej w Poznaniu, wykonywał czynności wizytatora, a od 1952 pełnił funkcję dyrektora Technikum Ekonomicznego w Poznaniu. W latach 1959–1964, obok pracy zawodowej, działał społecznie w samorządzie i ruchu nauczycielskim, m.in. pełnił funkcję prezesa zarządu Okręgu Wielkopolskiego Związku Nauczycielstwa Polskiego.
W latach 1964–1972 pełnił przez dwie kadencje funkcję prezesa Zarządu Głównego ZNP w Warszawie. Jako prezes ZNP uczestniczył w pracach Komitetu Administracyjnego FISE, Komitetu Wykonawczego Światowej Federacji Pracowników Nauki oraz Krajowego Komitetu UNESCO. Jednocześnie funkcjonował w aparacie PZPR, jako członek Centralnej Komisji Rewizyjnej (1964–1968) oraz Komitetu Centralnego (1968–1971). Był delegatem na IV i V Zjazd partii. Także od 1964 do 1971 zasiadał w prezydium Centralnej Rady Związków Zawodowych.
Przez wiele lat był członkiem Komitetu Nauk Pedagogicznych Polskiej Akademii Nauk, Rady Głównej Przyjaciół Harcerstwa oraz Głównej Komisji Badania Zbrodni Hitlerowskich. Równocześnie był posłem na Sejm PRL IV i V kadencji (1965–1972) oraz wiceprzewodniczącym sejmowej Komisji Oświaty i Nauki. Od 1972 do 1984 był dyrektorem generalnym Polskiej Akademii Nauk. Równocześnie z pracą w PAN społecznie kierował Pracownią Warszawską poznańskiego Instytutu Zachodniego jako docent i profesor w tymże Instytucie oraz okresowo w Instytucie Badań Edukacyjnych w Warszawie.
W pracy badawczej zajmował się historią oświaty, wychowania i zawodu nauczycielskiego, edukacją Polaków w latach 1939–1945, sprawami organizacji oświaty i nauki. Tej problematyce poświęcił dwadzieścia książek i liczne artykuły naukowe. Stopień doktora i doktora habilitowanego nauk humanistycznych w zakresie pedagogiki uzyskał w Uniwersytecie im. Adama Mickiewicza w Poznaniu, a tytuł profesora nauk humanistycznych w Polskiej Akademii Nauk (w 1989). W latach 1998–2014 wykładał w Wyższej Szkole Społeczno-Ekonomicznej w Warszawie, Mazowieckiej Wyższej Szkole Humanistyczno-Pedagogicznej w Łowiczu oraz w Uczelni Warszawskiej im. Marii Skłodowskiej Curie. Był też wykładowcą Akademii Humanistyczno-Ekonomicznej w Łodzi.
Społecznie pełnił funkcję sekretarza generalnego Polskiego Towarzystwa Pedagogicznego oraz redaktora naczelnego „Przeglądu Historyczno-Oświatowego”. Ponadto był członkiem redakcji „Forum Oświatowego”.

## Wybrane publikacje
- Szkolnictwo wyższe i nauka polska w latach wojny i okupacji (wyd. 1978, Zakład Narodowy im. Ossolińskich)
- Straty osobowe środowiska nauczycielskiego w okresie wojny i okupacji hitlerowskiej (wyd. 1984)
- Ludzie nauki i nauczycieli polscy podczas II wojny światowej. Księga strat osobowych (wyd. 1995, ISBN 83-86148-23-3)
- Szkolnictwo polskie po drugiej wojnie światowej (1944–1956) (wyd. 2005, wraz ze Stanisławem Mauersbergiem, ISBN 83-7204-441-4)

## Odznaczenia i wyróżnienia
Został odznaczony m.in. Krzyżem Oficerskim Orderu Odrodzenia Polski, Srebrnym (1954) i Złotym Krzyżem Zasługi, Medalem Komisji Edukacji Narodowej oraz Orderem Sztandaru Pracy II klasy,  odznaką tytułu honorowego „Zasłużony Nauczyciel Polskiej Rzeczypospolitej Ludowej”, Brązowym, Srebrnym i Złotym Medalem „Za zasługi dla obronności kraju”, Odznaką „Zasłużony Działacz Kultury”, Krzyżem Armii Krajowej, Odznaką Honorową Miasta Poznania i Odznaką Honorową Miasta Krakowa oraz patentem i odznaką „Weteran Walk o Wolność i Niepodległość Ojczyzny”.
Był członkiem Światowego Związku Żołnierzy AK.